# Trampolin (sport)

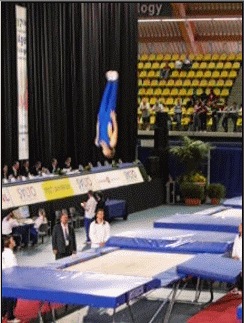
Trampolin.

Trampolin är en sport inom gymnastik. Reglerna på tävling är utformade på så vis att gymnasten ska hoppa på en trampolin (en studsmatta) och på den utföra tio stycken övningar (trick) i följd, göra en serie. Övningarna ska alla vara olika, så man får alltså inte göra samma övning två gånger i en serie. På tävling gör man två olika serier. En obligatorisk och en valfri. I den obligatoriska serien skall ett antal kravövningar ingå, dessa är olika i olika tävlingsklasser, i vissa fall är även hela serien bestämd. I den valfria serien gör man de övningar som man själv vill.
En övning får landa på fötterna, magen, ryggen och sittande. Den kan ha voltrotation framåt eller bakåt. Den kan ha skruvrotation och den skall vara i positionen sträckt, grupperad, pikerad eller som enskild övning grek.
Då trampolin liksom andra gymnastiksporter är en bedömningssport vinner sedan den som får högst poäng. Poängen får man enligt följande. I den obligatoriska serien får man dels poäng för stilen och dels för hur högt man hoppar, i FIG A (kraven för vilka övningar som skall ingå i obligatoriska serien i elitklasser) får man även svårighetsgradspoäng för två övningar, dessa två får sedan inte ingå i den valfria serien. I den valfria serien får man poäng för höjd, stil och svårighet.
Stilpoängen ges genom att ett antal stildomare bedömer hur fina övningarna ser ut. Dessa kan ge poäng mellan 0,0 och 10,0, men om gymnasten klarar av att göra tio övningar kan stildomarna som minst ge 5,0. Till totalpoängen räknas tre av stildomarnas poäng. Poängen för hur högt man hoppar ges genom att en apparat som med laserstrålar känner av när gymnasten är i mattan samt när den är i luften. På så vis tar den här apparaten tid på hur länge man är i luften under en serie och den tiden i sekunder adderas sedan på totalpoängen. Svårighetsgradspoängen ges av hur mycket volt och skruvrotation en övning har samt av vilken position den utförs i. Denna poäng kan i teorin bli hur hög som helst. Det finns övningar som grek, gruppering, ljushopp, sit, mage, rygg och  sit med halvskruv,